# Eddy Lust
Eddy Lust (Tielt, 13 maart 1957) is een Belgisch politicus voor Open Vld.

## Biografie
Eddy Lust zette zijn eerste stappen in de politiek toen hij in 2007 meteen voorzitter werd van de lokale afdeling van Open Vld Menen.
Na de gemeenteraadsverkiezingen van 2012 vormde zijn partij samen met CD&V en N-VA een bestuurscoalitie in Menen en werd hij eerste schepen. Hij was toen bevoegd voor Lokale Economie, Ondernemen en Sport.
Na de gemeenteraadsverkiezingen van 2018 vormde hij met Open Vld, sp.a en N-VA een nieuwe coalitie. Binnen die meerderheid werd hij burgemeester van de stad Menen, bevoegd voor Veiligheid, Communicatie, Externe Betrekkingen en Jeugd.
Voor de gemeenteraadsverkiezingen van 2024 vormde hij een coalitiepartij ''Voor8930'' die bestond uit Open Vld en Vooruit. Hij won de verkiezingen waar zijn partij 32% behaalde. Na gemeenteraadsverkiezingen van 2024 vormde hij met zijn partij Voor8930 en CD&V een coalite. Binnen die meerderheid werd hij burgemeester van de stad Menen.

## Verkiezingen (lokaal)

### Resultaten gemeenteraadsverkiezingen sinds toe trede Eddy Lust in politiek
| Partij of kartel         | Partij of kartel               | 14-10-2012 | 14-10-2012 | 14-10-2018 | 14-10-2018 | 13-10-2024 | 13-10-2024 |
| Stemmen / Zetels         | Stemmen / Zetels               | %          | 31         | %          | 31         | %          | 31         |
| ------------------------ | ------------------------------ | ---------- | ---------- | ---------- | ---------- | ---------- | ---------- |
|                          | Christen Democraten Vlaanderen | 23,862     | 8          | 29,42      | 10         | 20,82      | 7          |
|                          | Nieuwe Vlaamse Alliantie       | 17,252     | 6          | 12,62      | 4          | 22,12      | 7          |
|                          | Open Vld/Voor8930              | 16,013     | 5          | 18,13      | 6          | 32,0D      | 11         |
|                          | SP.a/Vooruit/Voor8930          | 24,26C     | 8          | 17,22      | 6          | 32,0D      | 11         |
|                          | Groen                          | 24,26C     | 8          | 9,23       | 2          | 6,83       | 1          |
|                          | Vlaams Belang                  | 5, 922     | 1          | 10,22      | 3          | 16,92      | 5          |
|                          | Partij van de Arbeid           | -          |            | 3,21       | 0          | -          |            |
|                          | Open Stad Menen                | 7,37       | 2          | -          |            | -          |            |
|                          | Nieuw                          | 5,33       | 1          | -          |            | -          |            |
|                          | Via                            | -          |            | -          |            | -          |            |
|                          | Geve                           | -          |            | -          |            | -          |            |
|                          | Stadslijst 8930                | -          |            | -          |            | 1,4        | 0          |
| Totaal stemmen           | Totaal stemmen                 | 22.314     | 22.314     | 22.326     | 22.326     | 13.261     | 13.261     |
| Totaal stemmen Eddy Lust | Totaal stemmen Eddy Lust       | 1313       | 1313       | 1.550      | 1.550      | 1.679      | 1.679      |
| Opkomst (in%)            | Opkomst (in%)                  | 91,94      | 91,94      | 93,4       | 93,4       | 56,0       | 56,0       |
| Blanco en ongeldig (in%) | Blanco en ongeldig (in%)       | 6,59       | 6,59       | 6,2        | 6,2        | 2,5        | 2,5        |

In het verkiezingsjaar van 2018 won Martine Fournier en CD&V de verkiezingen met 29,4 procent, ofwel tien van de 31 zetels. Fournier behaalt 3.641 voorkeursstemmen. Maar Eddy Lust van Open Vld (18,1%) smeedt een coalitie met Vooruit (17,2%) en N-VA (12,6%). Martine Fournier wordt niet de burgemeester maar Eddy Lust wordt hierdoor de nieuwe burgemeester, ook al haalt hij maar 1.550 voorkeursstemmen. CD&V moet dus naar de oppositiebanken, samen met Vlaams Belang en Groen.